# Carlos Hamilton
Carlos Hamilton Vasconcelos Araújo (Sobral, 4 de agosto de 1964) é o Vice-Presidente de Gestão Financeira e Relação com Investidores do Banco do Brasil. 
Foi membro do Comitê de Riscos e de Capital do Banco do Brasil (2018/2019), exerceu o cargo de Vice-Presidente de Serviços, Infraestrutura e Operações do Banco do Brasil (2016-2018).
É membro, desde 2019, de Conselhos de Administração e de Diretorias Executivas das empresas: Banco Votorantim, BB-BI, BB DTVM, BB Mapfre SH1, BB Elo Cartões, BB Cartões e BB Leasing. 
Foi membro do Conselho de Administração da BB Seguridade Participações S.A. (2017-2018), Cielo (2019), Neoenergia (2016-2017) e RME (2017-2018). 
Atuou como Secretário de Política Econômica do Ministério da Fazenda (2016). Exerceu o cargo de Diretor de Planejamento e Estratégia da Eldorado Brasil Celulose S.A. No Banco Central do Brasil, exerceu as funções de Diretor de Política Econômica e Diretor de Assuntos Internacionais (2010-2015), Chefe Adjunto e Consultor do Departamento de Estudos e Pesquisas (2001-2010).
É doutor e mestre em Economia pela FGV e engenheiro civil pela Universidade Federal do Ceará. 
Iniciou sua carreira como Analista no Banco do Estado do Ceará S.A. (1984 - 1990), foi Analista na Secretaria do Tesouro Nacional - STN (1990 - 1992) e funcionário de carreira do Banco Central do Brasil, desde 2000, tendo ocupado os seguintes cargos: Chefe da Mesa de Operações no Departamento de Operações do Mercado Aberto do Banco Central do Brasil (2000 - 2001), Consultor do Departamento de Estudos e Pesquisas do Banco Central do Brasil (2001 - 2005), Chefe Adjunto do Departamento de Estudos e Pesquisas do Banco Central do Brasil (2005 - 2006), Chefe do Departamento de Estudos e Pesquisas do Banco Central do Brasil (2006 - 2010), Diretor de Assuntos Internacionais (26 de fevereiro a 27 de abril de 2010) e Diretor de Política Econômica (2010 - 2015).
Foi também Professor de Macroeconomia em cursos de pós-graduação lato sensu e em cursos de graduação na Fundação Getúlio Vargas (2003/2004) e Professor de Macroeconomia em cursos de graduação no IBMEC (2001/2002).